# 257248 Chouchiehlun
257248 Chouchiehlun este un asteroid din centura principală, descoperit pe 20 martie 2009, de LUSS.